# Богомоловка (Харьковская область)
Богомоловка (укр. Богомолівка), село, 
Садовский сельский совет, Лозовский район,
Харьковская область.
Код КОАТУУ — 6323986002. Население по переписи 2001 года составляет 141 (60/81 м/ж) человек.

## Географическое положение
Село Богомоловка находится на правом берегу реки Бритай в месте впадения в неё реки Попельна,
выше по течению на расстоянии в 2 км расположено село Риздвянка,
ниже по течению на расстоянии в 1 км расположено село Благодатное,
на противоположном берегу — село Надеждовка.
Русло реки используется под Канал Днепр — Донбасс.
Рядом проходит автомобильная дорога Т-2109.

## История
- 1881 — дата основания.